# Sommieria
Sommieria, monotipski rod palmi smješten u tribus Pelagodoxeae, dio potporodice Arecoideae.
Jedina vrsta je S. leucophylla sa Nove Gvineje.

## Sinonimi
- Sommieria affinis Becc.
- Sommieria elegans Becc.